# 吉川太左衛門
吉川 太左衛門（よしかわ たざえもん、1825年〈文政8年11月〉 - 1890年〈明治23年〉6月13日）は、北海道札幌郡平岸村（現在の札幌市豊平区・南区）の開拓において指導者的な働きをした人物。

## 経歴
1825年（文政8年11月）、伊達将監従者の吉川太平の長男として、陸奥国胆沢郡塩釜村（岩手県水沢市などを経て、現在の奥州市）に生まれる。
1859年（安政6年）、水沢川原小路にてひとり息子の鉄之助が生まれた。
1864年（文久4年）、仙台藩御金山山師の勘蔵から青葉山の普請工事を委託されており、太左衛門が鉱山工事に通じていたことの証となっている。
1871年（明治4年）に胆沢県の農民と仙台藩の士族、60戸203人が、平岸に入植する。その中に、妻子を連れた太左衛門も含まれていた。
『平岸村開拓史』には、太左衛門や黒田喜平ほか58人が、開拓使の保護奨励によって荒地を拓き、製綱原料となるアサの栽培を始めたと記されている。その後、アサの栽培は成績不良となり、移住者の転出もあって、耕地は再び荒地と化した。しかし太左衛門は、開拓使からの助成が打ち切られると他の地域に逃げ出すような移民たちとは異なり、奉還金を返上してでも自力で奮闘しているところから、農業経営の才がうかがえる。
1877年（明治10年）2月10日、妻の枝勢が50歳で亡くなる。
1881年（明治14年）になると、青森県・岩手県・石川県・福井県・広島県・熊本県などから平岸村への移住者があり、豆などの畑作を主として開墾を進めた。1887年（明治20年）前後には造田が試みられ、さらに村の特産品となる平岸リンゴも栽培された。こうして発展していく平岸村において、太左衛門は開拓の草分けとして移住民の世話をしていた。
同じく1887年（明治20年）、太左衛門は一の沢（後の小金湯地域）で温泉を発見しており、地元の人々はこれを「吉川の湯」と呼んだ。1871年（明治4年）に水沢から一緒に入植してきた金山セイの証言によれば、太左衛門は一の沢に移住したというが、その正確な時期は明らかでない。
1890年（明治23年）春、後の豊滝地域に移住した竹永サノは、「吉川という老人がひとりで板囲いの風呂を沸かしていた」と語っている。記録によれば太左衛門は、同年6月13日に死去した。その後も一の沢には、長沼に転出した吉川鉄之助の名前で宿が経営されており、太左衛門の後妻とみられる「沢口」という老婆が、長くそこにいたという。